# Cornufer neckeri
Espèce
Synonymes
- Platymantis neckeri (Brown & Myers, 1949)

Statut de conservation UICN

 LC  : Préoccupation mineure
Cornufer neckeri est une espèce d'amphibiens de la famille des Ceratobatrachidae.

## Répartition
Cette espèce est endémique de l'archipel des Salomon. Elle se rencontre du niveau de la mer jusqu'à une altitude de 1 000 m sur l'île Bougainville en Papouasie-Nouvelle-Guinée et sur les îles Choiseul et Santa Isabel aux Salomon.

## Description
Le mâle holotype mesure 62 mm.

## Étymologie
Cette espèce est nommée en l'honneur de Walter Ludwig Necker (1913-1979).

## Publication originale
- Brown & Myers, 1949 : A new frog of the genus Cornufer from the Solomon Islands, with notes on the endemic nature of the Fijian frog fauna. American Museum Novitates, no 1418, p. 1-10 (texte intégral).